# Зорина, Людмила Александровна
Людмила Александровна Зорина (род. 1 мая 1941, Саратов, СССР) — советская и российская актриса; заслуженная артистка Российской Федерации (1999).

## Биография
Родилась 1 мая 1941 года в Саратове.
В 1959 году поступила в Саратовское театральное училище. На третьем курсе училища Зорина познакомилась с Олегом Янковским, который учился на курс младше. Вскоре они поженились. После окончания в 1964 году театрального училища (педагог — А. Г. Василевский) была принята в Саратовский драматический театр, где быстро стала звездой. За 10 лет сыграла около 50 центральных ролей в спектаклях саратовского театра. В 1974 году вместе со своим мужем Олегом Янковским перешла в труппу московского театра Ленком.

## Семья
- Муж — Олег Янковский (1944—2009), народный артист СССР
  - Сын — Филипп Янковский (род. 1968), актёр и кинорежиссёр
  - Невестка — Оксана Фандера (род. 1967), актриса
    - Внук — Иван (род. 1990), актёр
      - Правнук — Олег (род. 26.06.2021)

    - Внучка — Елизавета (род. 1995), актриса

## Творчество

### Театральные работы

#### Саратовский драматический театр
- 1964 — «104 страницы про любовь» Э. С. Радзинского. Режиссёр: Ю. А. Сергеев —  Наташа
- «Таланты и поклонники» А. Н. Островского — Смельская
- «Мария Тюдор»
- «Волки и овцы» А. Н. Островского
- «Русские люди» К. М. Симонова
- «Соловьиная ночь»
- «Маскарад»

#### Ленком
- 1973 — «Автоград XXI» по пьесе Ю. Визбора и М. Захарова. Режиссёр: Марк Захаров
- 1974 — «Тиль» по пьесе Григория Горина по мотивам романа Шарля де Костера. Режиссёр: Марк Захаров
- 1977 — «Парень из нашего города» К. Симонова; постановщики М. Захаров и Ю. Махаев — Женя
- 1978 — «Революционный этюд» («Синие кони на красной траве»), по пьесе Михаила Шатрова. Режиссёр: Марк Захаров
- «Ромул Великий». Режиссёр: Пётр Штейн
- 1989 — «Поминальная молитва» по пьесе Григория Горина по мотивам романа Шолом-Алейхема «Тевье-молочник». Режиссёр: Марк Захаров
- 1998 — «Две женщины», сценическая версия комедии И. С. Тургенева «Месяц в деревне» . Режиссёр: Владимир Мирзоев — Анна Семёновна Ислаева, мать Ислаева[6]

### Фильмография
- 1978 — «Парень из нашего города» (телеспектакль) — Женя
- 1982 — Полёты во сне и наяву — Наташа Макарова
- 1987 — Крейцерова соната — эпизод